# Drew Lachey
Andrew John Lachey (nascido em 8 de agosto de 1976) é um cantor, produtor, compositor, ator e mestre de cerimônias estadunidense. Ele é conhecido como membro da boy band 98 Degrees, vencedor da segunda temporada de Dancing with the Stars e irmão mais novo de Nick Lachey.

## Biografia

### Início de carreira: 98 Degrees
Drew Lachey nasceu em Cincinnati, Ohio. Onde frequentou a Clovernook Elementary School e depois a Escola de Cincinnati para Artes Criativas e Cênicas com seu irmão Nick Lachey e sua esposa Lea Dellecave. Aos 16 anos ele foi conselheiro de campo e aos 19 anos ele serviu como médico de combate no Exército dos Estados Unidos.. Anos depois ele se mudou para Nova York e foi trabalhar como técnico de emergência médica em uma equipe de ambulância. Nesse período ele tinha perdido o interesse na carreira artística, foi quando então recebeu a ligação de seu irmão o convidando para entrar na boy band que seu irmão estava participando com seu amigo Justin Jeffre e Jeff Timmons. Drew entraria para repor o lugar de Jonathan Lippman que havia desistido da ideia por motivos religiosos.

### Contrato com gravadora e fama
Chegando no Sul da Califórnia para se unir com seus parceiros. Eles fizeram vários bicos cantando em restaurantes, incluindo cantar para conseguir comida no Taco Bell e Fat Burger para sobreviver. Eles conseguiram performar em uma transmissão do Boyz II Men em uma rádio, chamando atenção do empresário Paris D'Jon que conseguiu contrato para eles com a Motown Records.
Querendo aproveitar o momento de sucesso de artistas pop de 1997 como BackStreet Boys, Britney Spears e *NSYNC, eles lançaram seu primeiro single "Invisible Man" que alcançou ouro mas seu álbum foi esperado alcançar recorde de sucesso como dos artistas do momento, no entanto acabaram se decepcionando com o resultado. O álbum foi relançado 6 meses depois com uma nova canção chamada "Was It Something I Didn't Say" que foi trilha sonora da série Fame L.A.. No ano seguinte eles lançaram seu segundo álbum 98 Degrees And Rising. O álbum teve êxito de vendas e com seus singles "Because of You", "The Hardest Thing", "I Do (Cherish You)" e "True To Your Heart", esse último sendo parceria com Stevie Wonder para o filme animado da Disney, Mulan.
Nas festividades de final de  1999 o grupo lançou seu primeiro álbum de natal intitulado This Christmas, com a canção "This Gift" sendo o primeiro e único single. O álbum e o single tiveram êxito de vendas e nas paradas.
No meio das preparações para seu novo álbum, eles foram convidados por Mariah Carey para gravarem o single "Thank God I Found You", pois queria uma forte presença vocal masculina. A canção alcaçou a 2ª colocação na Billboard Hot 100 e lhes rendeu uma nomeação ao Grammy.
Já no ano 2000 foi lançado o terceiro álbum de estúdio Revelation que se tornou multiplatina e o seu primeiro single "Give Me Just One Night (Una Noche)" se tornou ouro, seguido do moderado "My Everything" e o não venturoso "The Way You Want Me To".
No ano seguinte Drew fez sua última aparição com o grupo no seu age de sucesso no tributo de 30 anos a Michael Jackson, cantando "Man in the Mirror" ao lado de Luther Vandross. Já em 2002 eles lançaram a coletânea "The Collection" e de single "Why (Are We Still Friends)" para a divulgar o álbum. O grupo então anuncia um momento de hiato para seguir carreira solo e se envolver em outros projetos e Drew inicia sua carreira de ator no papel de Brad no filme Spliced.

## Carreira solo

### 2005-2007: Reality shows e host
Ele fez inúmeras aparições no reality show da MTV, Newlyweds: Nick and Jessica. nos períodos de 2003 a 2005. Em março de 2005 ele começou sua carreira profisisonal como ator no espetáculo Rent da Broadway como Mark Cohen. Em junho de 2008, Lachey se juntou ao elenco de Monty Python's Spamalot no espetáculo para Broadway no papel de Patsy, o criado de confiança do Rei Artur.

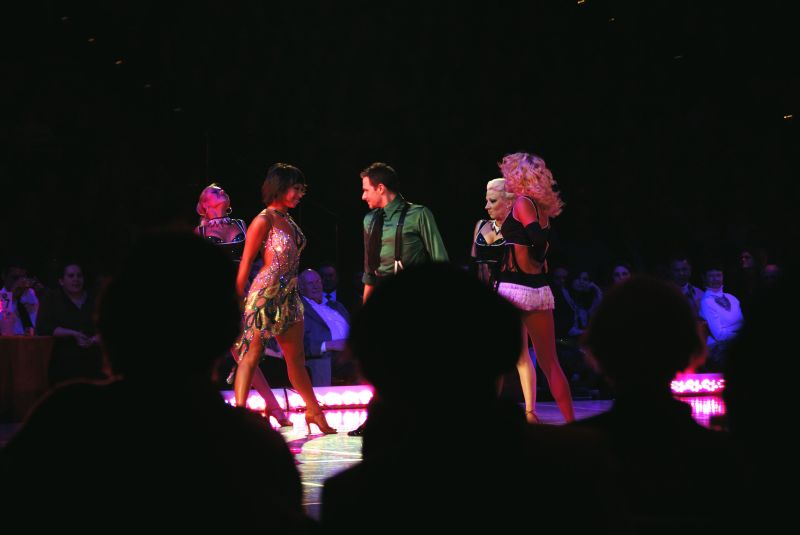
Lachey and Cheryl Burke no Dancing with the Stars

Lachey foi um participante famoso na segunda temporada de Dancing with the Stars com a parceira de dança profissional Cheryl Burke. No início da sexta semana de competição (exibida em fevereiro de 2006), Lachey e Burke obtiveram nota perfeita de 30 pontos com seu tango. Na oitava e última semana, eles obtiveram nota 30 em cada uma de suas duas danças, o pasodoble e o freestyle, o que lhes deu a maior pontuação da semana. Em 26 de fevereiro de 2006 eles foram coroados campeões do Dancing with the Stars.
Drew co-apresentou o concurso Miss EUA de 2006 com a estrela do Access Hollywood, Nancy O'Dell. O concurso foi ao ar ao vivo pela NBC de Baltimore, Maryland, em 21 de abril de 2006.
No mesmo ano, Lachey apareceu no programa Overhaulin' quando o irmão Nick trabalhou com Chip Foose para roubar e personalizar o caminhão Ford 1967 de Drew.
De dezembro de 2006 a fevereiro de 2007, Drew fez uma turnê pelo Canadá e pelos Estados Unidos para a turnê Dancing with the Stars. Em 17 de abril de 2007, na revelação dos resultados, Lachey fez uma aparição surpresa para repetir sua dança freestyle de "Save a Horse (Ride a Cowboy)" com Cheryl Burke. Ele co-apresentou as primeiras 3 semanas da quinta temporada de Dancing with the Stars, substituindo temporariamente Samantha Harris durante sua licença maternidade. Ele também substituiu Tom em um episódio. Quando Gloria Estefan teve que resignar-se no dia 16 de outubro de 2007 na revelação dos resultados por motivos pessoais, Lachey voltou a dançar com Cheryl.
Ainda em 2007 ele fez participação no filme The Comebacks.

### 2009-2012: Estabelecimento
Lachey também foi apresentador da série HGTV na primavera de 2009, um reality show onde cinco famílias vizinhas competiam pela chance de ganhar US$ 250.000 para pagar sua hipoteca, competindo em desafios de reforma residencial. Mais tarde junto de Sabrina Soto ele participou do "HGTV Showdown". A dupla derrotou o designer de moda Matthew Finlason e a celebridade, Kristi Yamaguchi.
No mesmo ano ele apareceu como convidado especial na sexta temporada de "Hell's Kitchen".
Em 2010, ele desempenhou o papel de Corny Collins no musical "Hairspray" no Benedum Center de Pittsburgh. Ainda em 2010 ele foi apresentador convidado do The Price Is Right Live! em Las Vegas em agosto de 2010.
Lachey voltou ao Dancing with the Stars em 2012 para a décima quinta temporada como um dos competidores "All-Stars". Desta vez ele fez parceria com Anna Trebunskaya. Eles foram o terceiro casal eliminado da competição.
No versão do mesmo ano junto a sua esposa Lea Lachey ele inaugurou a escola de artes Lachey Arts com a capacidade de 80 alunos entre de 12 a 19 anos.

### 2013-2023: Retorno dos 98 Degrees, restaurante e documentário
No primeiro trimestre de 2013 os 98 Degrees anunciaram seu retorno com um novo álbum chamado 2.0 e lançamento para 7 de maio sob o selo da eOne. Em 29 de abril de 2013 eles lançaram a controversa canção "Girls Night Out" para promover o álbum. Logo depois anunciaram a ainda mais controversa e sexual "Microphone" como primeiro single e uma turnê com o New Kids on the Block chamada Package Tour pela América do Norte, começando no dia 28 de março de 2013. A balada "Impossible Things" foi anunciada como segundo single e alcançou a 2ª posição do Top 40 de Taiwan.
Drew protagonizou em 2013 o papel de Dax no filme natalino Guess Who's Coming To Christmas.
Dois anos depois em 2015, junto ao seu irmão Nick, ele abriu um bar e restaurante em sua cidade natal chamado Lachey's Bar. A inauguração foi em parceria com a A&E Network em forma de reality intitulado Lachey's: Raising the Bar. O programa teve 10 episódios no total. Em 2017 uma funcionária foi alvejada no rosto do lado de fora do bar. Drew e seu irmão fizeram campanha para descobrir quem era o criminoso e conseguir fundos para o seu tratamento. Os irmãos também ajudaram chaamando os demais membros dos 98 Degrees e fizeram um show beneficente para ajudá-la. A funcionária conseguiu se recuperar e o criminoso se entregou à polícia e foi sentenciado a 8 anos de prisão. Dois meses depois do acidente os irmãos decidiram fechar o bar, tendo seu último atendimento em 11 de fevereiro de 2018. No mesmo ano Drew e Lea lançaram oficialmente a Lachey Arts como organização sem fins lucrativos.
No verão do hemisfério de 2016 em 8 de julho, a banda iniciou a turnê My2k nos Estados Unidos com o grupo Dream e o cantor Ryan Cabrera abrindo seus shows e a boy band O-Town como convidado especial.
Um novo álbum natalino de nome Let it Snow foi anunciado para 13 de outubro de 2017 e uma turnê em 10 de novembro do mesmo ano.
Os alunos de Lachey criaram uma peça musical chamada "label•less" em sua escola de arte, baseada em preconceitos sociais em março de 2018.
Em maio de 2019, Lachey competiu na décima primeira temporada do American Ninja Warrior, onde foi eliminado no segundo obstáculo do percurso urbano de Cincinnati. Sua performance foi ao ar em 8 de julho de 2019.
De volta com a banda, ele lançou o single de verão, "Where Do You Wanna Go" em 9 de julho de 2021. A canção fazia parte da campanha "98 Days of Summer" que celebrava o legado da banda com fotos, vídeo clipes e músicas não lançadas, divulgadas em suas mídias socias. Por fim culminando com o lançamento do EP de remixes "Summer Of 98" em 20 de agosto do mesmo ano. O grupo marcou o fim de sua campanha com uma apresentação em Las Vegas. Eles se apresentaram na Mandalay Bay Beach no Mandalay Bay Resort and Casino 2021 nos concertos da iHeartRadio  que começaram em 16 de setembro e terminaram em 20 de novembro do mesmo ano.
No começo de 2022 ainda como banda, Drew participou do single "Ain't the Same" do cantor de música country, Brett Kissel. A canção foi bem nas paradas canadenses, alcançando a 33ª posição na Canada Country da Billboard e a 31ª na Canada Digital Songs.
Lachey gravou uma docusérie da peça "label•less" de sua escola de arte em 2022 e em 2023 começaram uma turnê da peça.

## Vida pessoal
Lachey se casou com Lea Dellecave em 14 de outubro de 2000 na Igreja Presbiteriana da Primeira Aliança em Cincinnati. Eles foram namorados de infância e de ensino médio, e ela foi coreógrafa dos 98 Degrees, além de uma das dançarinas. A primogênita deles nasceu em 23 de março de 2006, em Los Angeles, Califórnia, pesando 3,2 kg. Já o filho do casal nasceu em 15 de maio de 2010, em Cincinnati, Ohio.

## Discografia
98 Degrees
- 98° (1997)
- 98° and Rising (1998)
- This Christmas (1999)
- Revelation (2000)
- 2.0 (2013)
- Let it Snow (2017)

## Filmografia
- Spliced (2002) - Brad
- Overhaulin temporada 4 (2006)
- The Comebacks (2007) - All American Dad
- Hell's Kitchen (2009)
- Guess Who's Coming To Christmas (2013) - Dax
- Lachey's: Raising the Bar (2015)
- American Ninja (concorrente) - (2019)

## Broadway
- Rent (2005) - Mark Cohen
- Spamalot (2008) - Patsy

## Performances noDancing with the Stars
Temporada 2 com Cheryl Burke:
| Semana #     | Dança/Canção                              | Pontuação dos jurados | Pontuação dos jurados | Pontuação dos jurados | Resultado |
| Semana #     | Dança/Canção                              | Inaba                 | Goodman               | Tonioli               | Resultado |
| 1            | Cha-cha-cha/ "She Bangs"                  | 8                     | 8                     | 8                     | Salvo     |
| 2            | Quick-step/ "Neutron Dance"               | 9                     | 8                     | 8                     | Salvo     |
| 3            | Jive/ "Crazy Little Thing Called Love"    | 8                     | 8                     | 8                     | Salvo     |
| 4            | Pasodoble/ "Thriller"                     | 9                     | 9                     | 10                    | Salvo     |
| 5            | Samba internacional/ "Dirrty"             | 9                     | 9                     | 9                     | Salvo     |
| 5            | Salsa/ "Rhythm Is Gonna Get You"          | Não                   | pontuação             | dado                  | Salvo     |
| 6            | Tango/ "Shut Up"                          | 10                    | 10                    | 10                    | Salvo     |
| 6            | Valsa vietnamita/ "Fallin'"               | Não                   | pontuação             | dado                  | Salvo     |
| 7 Semifinais | Foxtrote/ "It Had to Be You"              | 9                     | 9                     | 9                     | Salvo     |
| 7 Semifinais | Rumba/ "Total Eclipse of the Heart"       | 10                    | 10                    | 10                    | Salvo     |
| 8 Finais     | Pasodoble/ "Thriller"                     | 10                    | 10                    | 10                    | Vencedor  |
| 8 Finais     | Freestyle/ "Save a Horse (Ride a Cowboy)" | 10                    | 10                    | 10                    | Vencedor  |
| 8 Finais     | Jive/ "Hound Dog"                         | 9                     | 9                     | 9                     | Vencedor  |

Temporada 15 com Anna Trebunskaya:
| Semana | Dança/Canção                  | Pontuação dos jurados | Pontuação dos jurados | Pontuação dos jurados | Resultado    |
| Semana | Dança/Canção                  | Inaba                 | Goodman               | Tonioli               | Resultado    |
| ------ | ----------------------------- | --------------------- | --------------------- | --------------------- | ------------ |
| 1      | Foxtrote / "Love Song"        | 7                     | 7                     | 7.5                   | Dois últimos |
| 2      | Jive / "Dance, Dance"         | 7.5                   | 7.5                   | 7.5                   | Salvo        |
| 3      | Cha-Cha-Cha / "Crazy in Love" | 8                     | 8                     | 8                     | Eliminado    |